# Neivamyrmex carinifrons
Neivamyrmex carinifrons är en myrart som beskrevs av Borgmeier 1953. Neivamyrmex carinifrons ingår i släktet Neivamyrmex och familjen myror. Inga underarter finns listade i Catalogue of Life.